# Euseius stipulatus
Euseius stipulatus és un àcar fitosèid natiu present a tots els cultius de cítrics. Es tracta de l'espècie predominant, ja que representa més del 70% dels àcars depredadors d'aquests agroecosistemes.
Aquest depredador té un paper fonamental en el control natural de l'àcar roig dels cítrics (Panonychus citri) a les parcel·les comercials. Aquest fet, sumat al fet que es tracta del fitosèid més abundant en els cítrics de tota la Mediterrània i particularment dels d'Estat espanyol, és la raó per la qual les estratègies de conservació d'aquesta espècie en els cítrics són un factor clau per a l'èxit en el control biològic de plagues, en especial al País Valencià on el conreu de cítrics és tan important.

## Història
Va ser introduït a Califòrnia per primer colp l'any 1972 amb colònies provinents de l'àrea mediterrània. Pocs mesos més tard es va observar un desplaçament de l'espècie autòctona de fitosèid, Euseius hibisci, en camps de llimoners en San Diego. Actualment, s'ha establert en tots els camps de cítrics prop de la costa del sud de Califòrnia.

## Distribució
Aquesta espècie es coneix principalment al sud de la regió paleàrtica occidental (Algèria, Illes Canàries, França, Grècia, Hongria, Itàlia, Madeira, Montenegro, el Marroc, Portugal, Estat espanyol, República Àrab Siriana, Tunísia, Turquia i Cuba). És una espècie molt comuna de moltes plantes, inclosos cultius com el presseguer, l'alvocater i la vinya, i és especialment abundant als camps de cítrics.

## Descripció
La femella adulta presenta un idiosoma amb forma de pera, un poc més ample a la part posterior. Color groguenc pàl·lid, transparent, adquireix el color de la presa de la qual s'alimenta. Les potes també són groguenques, el quart parell s'orienta cap enrere mentre que els dos anteriors s'orienten cap avant. Amb el primer parell de potes aguanta la presa mentre la immobilitza amb els quelícers i li clava l'estilet. El mascle adult és quasi igual que la femella però més menut i amb una forma menys marcada de pera, i del mateix color.
Els ous són blancs, ovalats i un poc més grans que els ous dels tetraníquids, les seues preses. La larva és blanquinosa amb tres parells de potes, i menys mòbils que els següents estadis larvals. Les nimfes són d'un color blanc grogós amb quatre parells de potes.

## Biologia
Normalment mostra preferència per viure en fulles grans i llises, triant llocs de la fulla on la humitat és major, com el nervi central de l'anvers, ja que els ous són molt sensibles a la dessecació.
Pels seus hàbits alimentaris és considerat com a depredador generalista especialitzat en pol·len, ja que s'alimenta de diferents tipus de pol·len, àcars fitòfags (àcar roig dels cítrics, Eutetranychus orientalis, Eutetranychus banksi i aranya roja dels fruiters), xicotets insectes (nimfes de mosca blanca o pseudocòccids) i mel de melada d'homòpters, coccoïdeus, psocòpters, tarsonèmids i altres xicotets artròpodes.
Hi ha dos períodes d'intensa activitat reproductiva, un en la primavera i un altre en la tardor. Aquests períodes són molt importants, ja que durant aquests es recuperen les poblacions si han sigut eliminades dels arbres per l'aplicació d'agroquímics, i són també les èpoques en els quals la seua capacitat de regulació com a depredadors es manifesta amb major intensitat.
Els dos períodes reproductius es caracteritzen per un augment important en la proporció d'ous i d'estats immadurs en la població, que té lloc de març a maig i després de l'estiu. Durant l'hivern els nivells poblacionals són màxims, i la majoria dels individus són adults, concretament del 70 al 80% del total de la població. Es presenten en aquesta època estats immadurs però sempre en molta menor proporció. En l'inici dels períodes reproductius hi ha una proporció més alta de mascles pel fet que dels primers ous deixats per les femelles es desenvolupen proporcionalment més mascles. Aquest fet, que ha sigut observat en nombroses espècies de fitosèids, la qual cosa permet una ràpida fecundació de les femelles de la població en aquesta època, atés que la còpula és necessària per a l'inici de la posta, encara que la dotació cromosòmica d'alguns dels ous, concretament els que donaran lloc a mascles, siga haploide. Aquesta espècie no presenta diapausa reproductiva hivernal, ja que la reproducció, encara que està molt reduïda durant l'hivern, no cessa.
Aquesta disminució en l'activitat reproductiva en l'hivern sembla deure's a les baixes temperatures, que alenteixen totes les activitats vitals, i també a la menor disponibilitat d'aliments adequats en aqueixa època. En espècies polífagues com E. stipulatus, alguns aliments, com el pol·len, permeten la supervivència de l'àcar, però manquen del valor nutritiu necessari per a permetre-li pondre ous. Cal tindre en compte que la major part de la biomassa i, per tant, de l'energia, ingerida per les femelles adultes es dedica a la producció d'ous. El ritme de posta pot ser de dos o tres ous diaris, i el pes total d'aquests ous s'apropa al de la pròpia femella adulta.
Les necessitats alimentàries de les femelles adultes són molt majors que les dels mascles, a causa de la seua major grandària i a la producció d'ous, la qual cosa pot crear una gran competència per l'aliment entre els individus d'una població en la qual les femelles són abundants. A més, la manca de nutrients afavoreix la dispersió dels fitosèids a la recerca d'aliment i redueix les possibilitats de trobada entre individus de diferents sexes. És per això que l'escassetat d'aliment a l'hivern, actua com a pressió selectiva afavorint un augment en la proporció de mascles de la població.
Aquest àcar depredador és capaç de controlar les colònies d'àcar roig dels cítrics i mantindre-les en nivells realment baixos, a excepció dels mesos de juliol i agost. En l'època estival ascendeixen les temperatures i hi ha una baixa humitat relativa, dos factors que propicien el descens poblacional d'aquest depredador. El descens afecta a tots els estats de desenvolupament del fitosèid per igual, i té lloc quan la temperatura supera els 30-35 °C i la humitat relativa descendeix per davall del 40%. És, per tant, a principis de la tardor quan es produeix un repunt de l'àcar roig en cítrics, i esdevindre en plaga si els danys superen el llindar econòmic de danys.
En canvi, E. stipulatus no és un bon agent de control de l'aranya roja (Tetranychus urticae) a causa de l'escassa qualitat d'aquest aliment i a les dificultats que troba per a moure's pels fils de seda produïts pel tetraníquid.
El reeixit establiment per introducció d'E. stipulatus en àrees citrícoles de Califòrnia i el Perú, així com la ràpida recolonització d'horts en els quals no s'han aplicat plaguicides indiquen l'afinitat d'aquesta espècie pels agroecosistemes citrícoles. La capacitat que presenten tots els seus estadis per a desplaçar-se ràpidament, inclòs el larval, és un factor que afavoreix la seua dispersió i colonització.

## Mesures agronòmiques
En un estudi per veure el maneig més adequat enfront aranya roja i àcar roig dels cítrics, es compara: un sòl llaurat, un amb cobertura espontània i un d'altre amb cobertura dirigida (sembrada amb una poàcia, la festuca alta). Ha demostrat que no s'ha de fomentar una coberta espontània als camps de cítrics. Tant el sòl nu com el de cobertura dirigida van reduir les poblacions d'aranya i àcar roig als arbres i, per tant, els riscos associats a aquestes plagues cítriques. Tanmateix, la situació del sòl nu a l'estudi no és exactament la que es pot trobar als horts comercials, on les herbes adventícies no s'eliminen amb la mateixa freqüència que en el nostre estudi. En aquest cas, es poden trobar espontànies a l'hort i, si s'utilitzen herbicides, es podria produir la desaparició del cultiu parany (Poaceae) seguit d'una selecció d'hostes adequades d'aranya roja, com ara E. stipulatus. Independentment de si s'utilitzen herbicides o mà d'obra per eliminar les adventícies, els àcars poden veure's obligats a migrar als arbres. Per tant, la coberta d'herba monoespecífica de festuca alta, sembla ser l'alternativa més adequada per a minimitzar el dany dels àcars als cítrics.
Com ja s'ha esmentat abans, es sol trobar sobretot en poàcies, tant espontànies com cultivades, encara que també sobre plantes adventícies d'altres famílies, com ara el bident pilós (Bidens pilosa). També s'ha trobat presència d'aquest àcar depredador sobre el poliol i diverses espècies de cards.
També és l'àcar fitosèid més abundant en les zones verdes urbanes de ciutats mediterrànies, a més es troba en un ample ventall de famílies de plantes ornamentals (unes 28). La planta sobre la qual s'ha trobat un nombre més gran de fitosèids és la justícia (Justicia adhatoda), i en concret més individus d'E. stipulatus és el pitòspor de fulla estreta (Pittosporum heterophyllum), la xeringuilla (Philadelphus coronarius) i la duranta (Duranta erecta).
En un estudi de camp que només el 28,4% dels exemplars d'E. estipulatus s'alimentaven amb T. urticae, tanmateix, Neoseiulus californicus i Phytoseiulus persimilis són menys abundants però molt més eficaços a l'hora de depredar el fitòfag. Encara que sovint desapareixen del sistema quan hi ha disponibilitat contínua de pol·len al conreu. A més, la varietat del peu, sobre el qual es fa l'empelt de la varietat productiva, pot modular el grau de depredació per part dels depredadors fitoseids degut als volàtils alliberats.

### Mostreig i llindar de tractament
Cal mostrejar durant l'agost i setembre cada quinze dies una fulla madura de l'interior de l'arbre i dues fulles de l'última brotada per a determinar el nombre de fulles ocupades. Si el percentatge d'ocupació del fitosèid és menor del 30% s'hauria de tractar per a l'àcar fitòfag que corresponga.
Es considera un nivell acceptable de fitosèid el del 20% al 40% de fulles ocupades (que correspon a una població de 0,5 a 1 àcar per fulla).

## Galeria

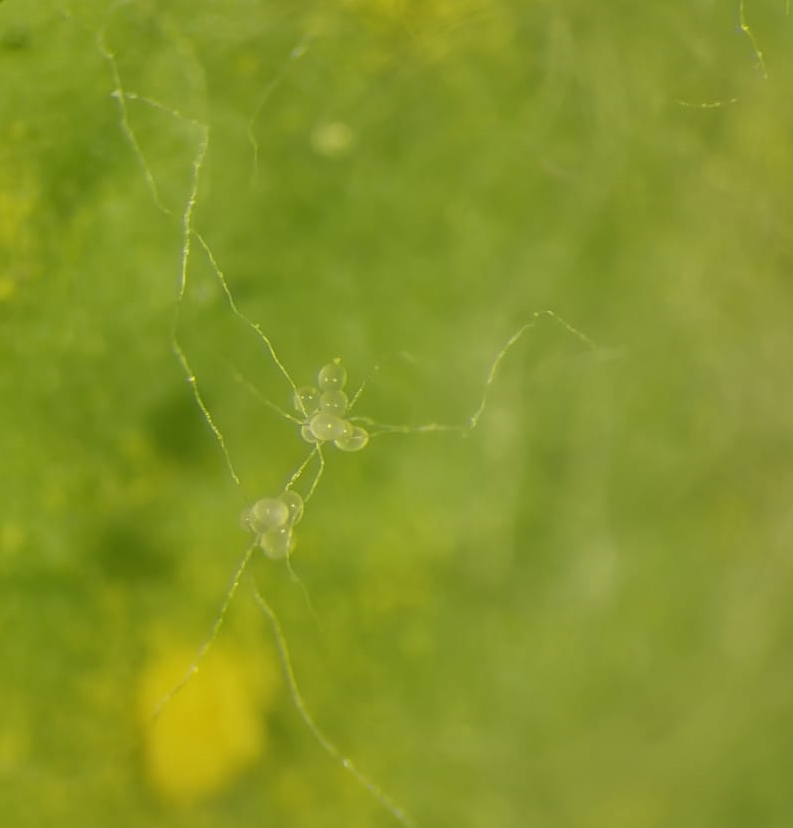
Posta d'ous I
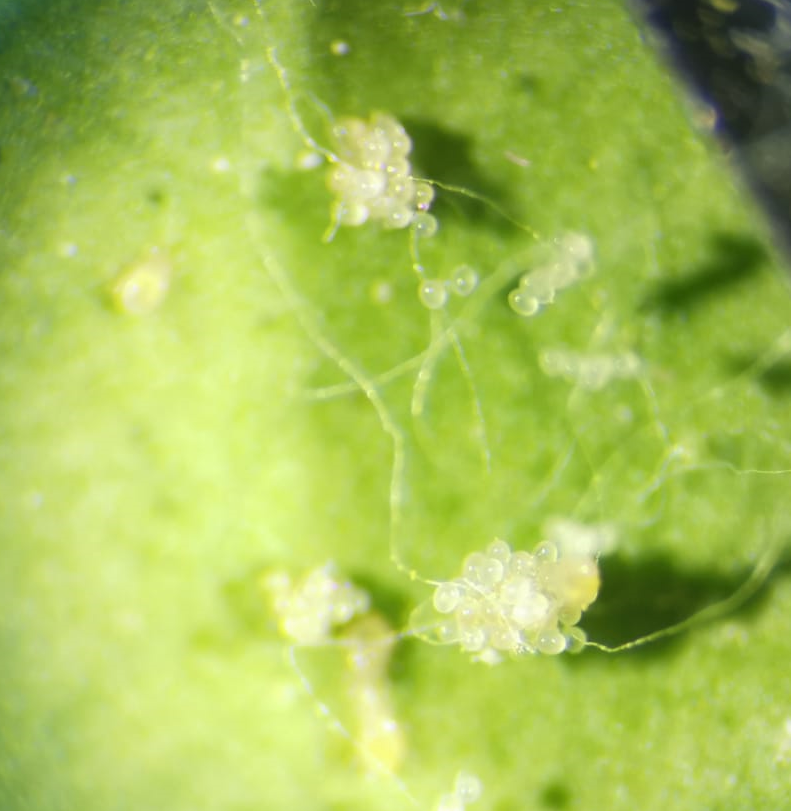
Posta d'ous II